# Giorgio Perlasca

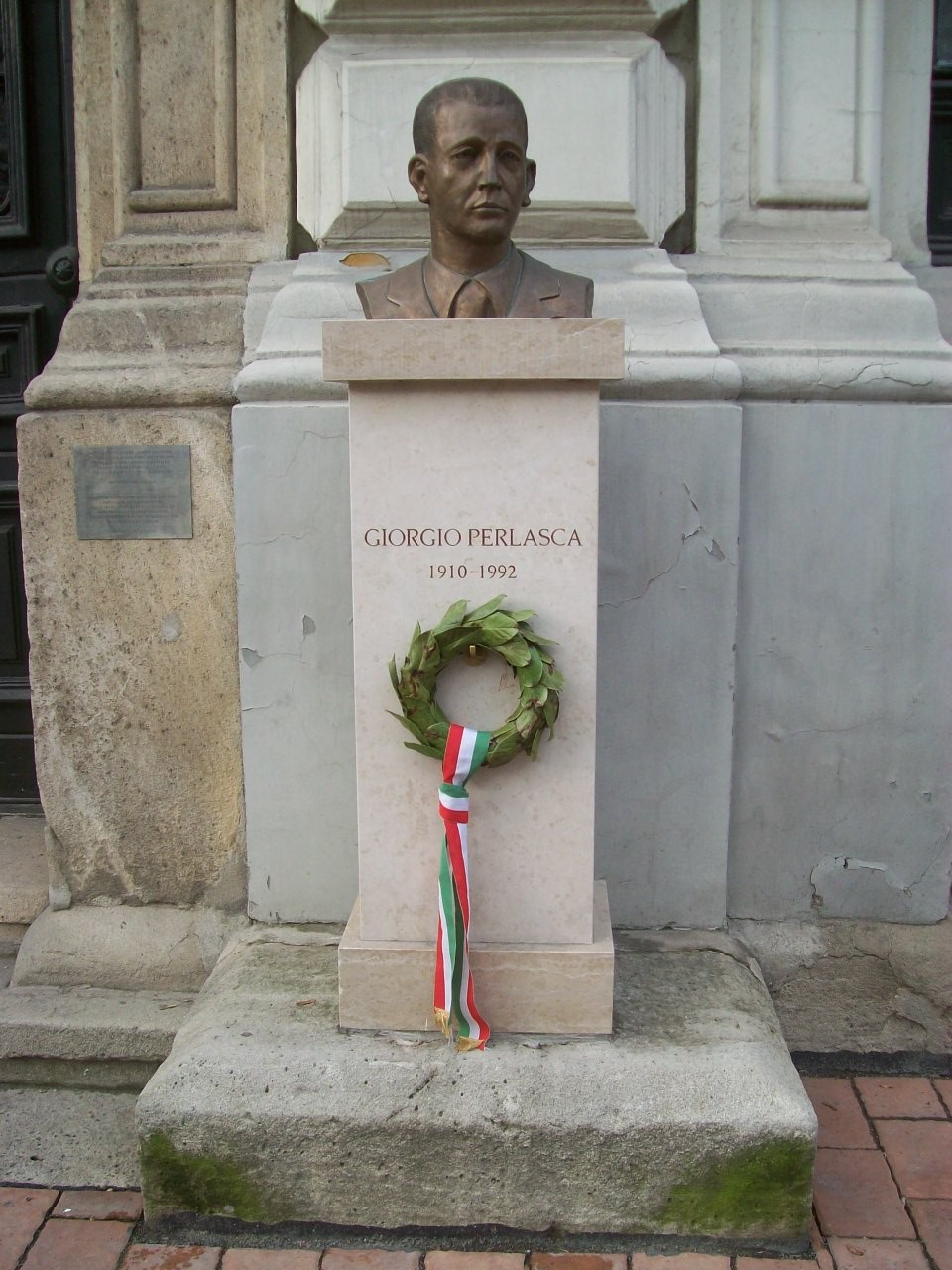
Busto de Giorgio Perlasca.

Giorgio Perlasca, también conocido como Jorge (n. Como, 31 de enero de 1910 - f. Padua, 15 de agosto de 1992) fue un comerciante italiano que se hizo pasar por cónsul español en Hungría durante el invierno de 1944 y salvó a 5200 judíos de los nazis y del Holocausto.

## Biografía
Perlasca nació en Como y creció en Maserà di Padova, provincia de Padua.

### África
Durante la década de 1920, apoyó el fascismo y luchó en el este de África durante la Invasión de Etiopía.

### España
También luchó en la guerra civil española integrado en el Corpo Truppe Volontarie, donde recibió un salvoconducto para las misiones diplomáticas españolas de Francisco Franco. Sin embargo, se desilusionó del fascismo a causa de la alianza con el nazismo y del antisemitismo, pidiendo dejar sus obligaciones militares.

### Hungría
Durante la Segunda Guerra Mundial, Perlasca trabajó obteniendo abastecimientos para el Ejército italiano en los Balcanes.
Cuando los nazis ocuparon Hungría en marzo de 1944, en lugar de retirarse junto con otros diplomáticos (Italia ya se había rendido a los Aliados en esa fecha), se refugió en la embajada española en Budapest, convirtiéndose de forma inmediata en ciudadano español con el nombre de Jorge Perlasca en virtud de su estatus como veterano de la guerra civil española. 
Trabajó con el embajador Ángel Sanz Briz y otros diplomáticos de estados neutrales para sacar de forma ilegal a judíos del país. 
Ante la inminente llegada del Ejército Rojo a Budapest, Sanz Briz fue trasladado a Suiza a finales de noviembre de 1944, y el Gobierno húngaro títere de los nazis ordenó la evacuación del edificio de la embajada española y otros edificios extraterritoriales donde se refugiaban los judíos. Perlasca inmediatamente dio el falso anuncio de que Sanz Briz estaba a punto de volver de una corta ausencia y que le había nombrado cónsul de España. 
Durante el invierno, Perlasca fue muy activo, escondiendo, dando cobertura y alimentando a miles de judíos en Budapest, así como expidiendo salvoconductos basados en la ley de derecho a la ciudadanía española que había aprobado Miguel Primo de Rivera en 1924 para los judíos de origen sefardí tal como Sanz-Briz había venido haciendo.
Cuando en enero de 1945 los soviéticos tomaron la capital húngara, Perlasca se las arregló para desaparecer, llegando a Italia tras un azaroso viaje. Cuando llegó a Italia, Perlasca guardó en secreto su increíble aventura por más de 30 años, hasta que un grupo de mujeres de una comunidad judía en Hungría comenzó a rastrear al diplomático español que había salvado sus vidas.

### Italia

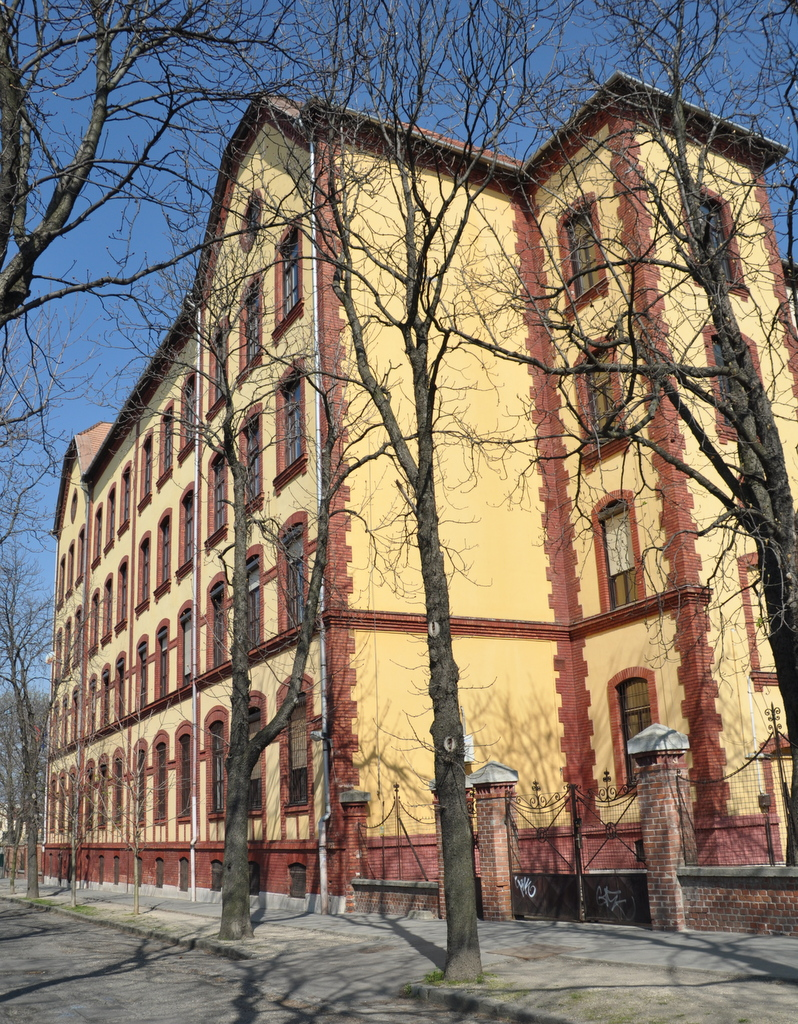
Escuela de Formación Profesional Giorgio Perlasca en Budapest.

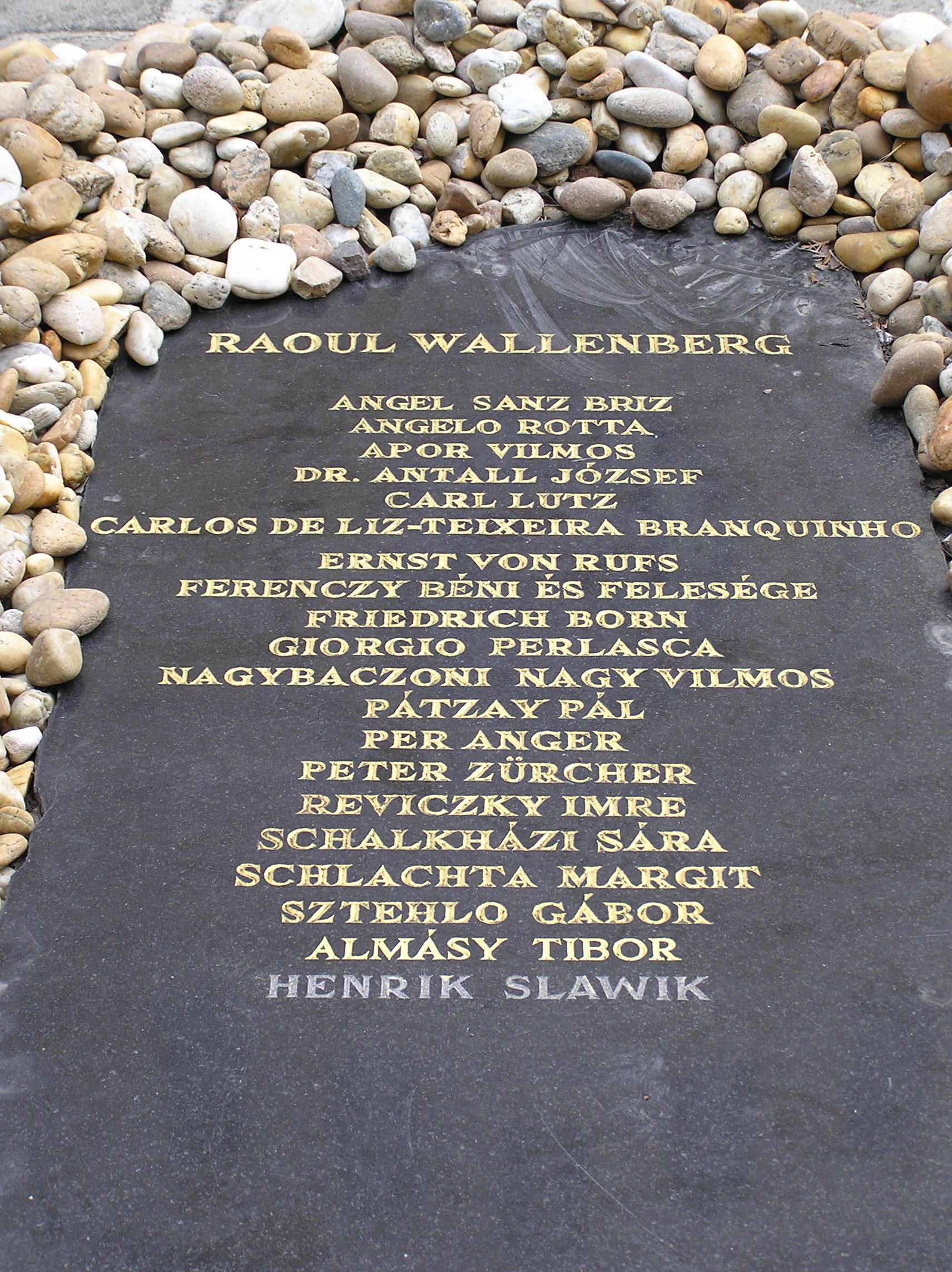
El monumento de los Justos entre las Naciones, en el parque Raoul Wallenberg (Budapest), con Ángel Sanz Briz y Giorgio Perlasca.

Giorgio Perlasca murió de un ataque al corazón en 1992. En vida recibió numerosas condecoraciones de los gobiernos de Italia, Hungría y España y fue  considerado por Israel como Justo entre las Naciones.

## Condecoraciones
- Justo entre las Naciones (Israel),
- 1989 Estrella al Mérito (Hungría),
- 1989 Medalla de la Knesset (Parlamento israelí),
- Jerusalén, 1989 Raoul Wallenberg medalla (Estados Unidos),
- 1990 Medalla del Museo del Holocausto,
- Estados Unidos (1990) Invitación a poner la primera piedra del Museo del Holocausto en Washington,
- Estados Unidos (1990) Gran Cruz de la Orden de Isabel la Católica (España) -
- cinta para ordinaria uniformemente Gran Cruz de la Orden de Isabel la Católica (España) -
- 1991 Gran Oficial de la Orden del Mérito de la República Italiana -
- cinta para ordinaria uniformemente Gran Oficial de la Orden del Mérito de la República Italiana - Roma, 7 de octubre de 1991. Por iniciativa del Presidente de la República [13]. Medalla de Oro al Mérito Civil - cinta para ordinaria uniformemente Medalla de Oro al Mérito Civil "Durante la Segunda Guerra Mundial, con valentía poco común y un gran riesgo personal asumido la identidad falsa de un embajador español para salvar a miles de personas injustamente perseguidas, evitando así su deportación a campos de concentración y tener éxito, entonces, para encontrarlos un arreglo temporal , a pesar de las dificultades muy considerables. noble ejemplo de las virtudes cívicas electos y la solidaridad humana activa.
- Budapest 1944 - 1945. " -
- 25 de junio de 1992 Medalla conmemorativa de la campaña en España (1936-1939)
- - por la cinta uniforme ordinario Medalla conmemorativa de la campaña en España (1936-1939)
- Medalla al mérito de los voluntarios de la campaña española -
- cinta para ordinaria uniformemente Medalla al mérito de los voluntarios de la campaña en España
- La medalla conmemorativa de las operaciones militares en el este de África 1935-1936 (combatientes papeles) -
- cinta para ordinaria uniformemente La medalla conmemorativa de las operaciones militares en el este de África 1935-1936 (roles combatientes)
- Medalla al mérito de los voluntarios de este país de África oriental -
- cinta ordinaria para el uniforme Medalla al mérito de los voluntarios de la Campaña de África Oriental

## Filmografía
Su vida inspiró una película, El cónsul Perlasca (Italia-Hungría, 2002) (T. o.: Perlasca, un héroe italiano), dirigida por Alberto Negrin, protagonizada por Luca Zingaretti y con música de Ennio Morricone.